# Нобельська група
Нобельська група — археологічна культурна група свідерської культури середньокам'яної доби на українському та білоруському Поліссі. Епонімною пам'яткою є Нобельські стоянки на березі озера Нобель на Волині.

## Дослідження
Початок дослідження нобельських пам'яток закладено у 1930-их роках коли у 1938 році С. Круковським розкопано Нобель-І. Матеріали першого розкопу були повністю втрачені.
Продовжено дослідження після Другої світової війни В. Ф. Ісаєнко, Р. Т. Грибович, Дмитро Телегин, Григорій Охрименко.

## Споріднені групи в Україні
В Україні до матеріальної культури нобельського типу подібні:
- смячківська група Лівобережного Полісся,
- окремі пам'ятки:
  - у Карпатах — Делятин,
  - Криму — Сюрень-II й Буран-Кая.

## Поширення
Пам'ятки нобельського культурного типу зосереджені у Волинській, Рівненській, Берестейській та на півночі Тернопільської області.

## Походження
Місцеві пізньо-давньокам'яні пам'ятки Волині, Подесіння й Криму, ймовірно, не мають пам'яток, матеріальна культура яких могла б еволюціонувати у пам'ятки ранньо-середньокам'яні пам'ятки культур нобельського-смячківського циклу України та Молдови (Нобель, Смячка, Сюрень-2, Делятин, Чахлеу-Скауне). Єдине пояснення походження свідерських пам'яток в Україні є просування свідерських мисливців з південно-східної Побалтики, які у свою чергу були давньокам'яною міграцією лінгбійської культури із Західної Побалтики.

## Пам'ятки
Численні пам'ятки нобельської групи Свідерської культури виявлені у долинах волинських річок Стоход, Стир, Горинь та Случ. Окремі пам'ятки відомі у долині Тетеріва (хутір Тетерівський, Раска) й навіть Дніпра (Канів).
Найвиразнішими та найбагатшими на культурний матеріал пам'ятками нобельської групи є Нобель-I, Корост, Ополь та інші.
До пам'яток нобельського культурного типу відносяться:
- в Україні — епонімна стоянка Нобель, Переволока, Сенчиці, Дідівка, Мар'янівка, Котира, Корост, Шепетин, Сапанів, Князівка, Березне, Тетерівський, Канів, Лютка, Люб'язь, Тутовичі;
- в Білорусі — Ополь над Ясельдою, Бобровичи над Шарою.

### Нобель-І
Стоянка Нобель-І знаходиться на рівні плавневої тераси Нобельського озера, яка є великою лагуною у водопіллі Прип'яті. Висота стоянки над літнім рівнем озера — 4-5 метрів.
За радянської доби у 1966 році розкоп здійснений В.Ф, Ісаєнко, а у 1972—1975 роках — Р. Т. Грибовичем. Згодом стоянку досліджував Дмитро Телегн.
Культурний шар знаходиться унизу родючого ґрунту, та його підоснові, що перекритий товстим шаром намитого піску.
Було виявлено декілька вогнищ відкритого типу у поперечнику 1.,4 м з товщиною у центрі у 8-10 см. Одне вогнище було обставлено стоячим камінням.

### Крем'яний інвентар
Крем'яні вироби були переважно зосереджені біля вогнищ. За 1972-73 роки було виявлено 6500 кременів.
Нуклеуси косоплоскісні з однобічним сколом. Платівки переважно середніх розмірів. 64,1 % знарядь виготовлено з платви. Ножами широко використовувалися платівки й сколи з ретушшю. Скребки складають 34,9 %. Різці складають 19,6 % й переважно виготовлялися з платівок. Присутні верболисті й черешкові наконечники на платівках, та сокири з перехватом.

### Корост
Повна подоба до Нобелю виявлено на Коростівській стоянці у Сарненському району на півночі Рівненської області, де ще до того виявлено дві високу трапеції.